# 天儀治平
天儀治平（西夏文：𘓺𗫸𗁣𘇚，龚煌城擬音：ŋwər jị dzjɨ mji̱，1087年—1089年）是西夏崇宗李乾顺的第一个年號，共計4年。
甘肃省瓜州县榆林窟第19窟甬道有“大礼平定四年”的题记，蘇瑩輝猜测可能是西夏天安礼定年号之误，陆离、陈玮认为“大礼”是大理国国号异写，“平定”是大理国安定年号之误，或是大理国的未知年号。公维章认为“大礼平定”应是“天礼平定”笔误，而“天礼平定”是西夏天仪治平年号的汉字异写。

## 改元
- 1087年——改元天儀治平。
- 1090年——改元天祐民安。

## 纪年對照表
| 天儀治平 | 元年   | 二年   | 三年   |
| -------- | ------ | ------ | ------ |
| 公元     | 1087年 | 1088年 | 1089年 |
| 干支     | 丁卯   | 戊辰   | 己巳   |

## 同期存在的其他政权年号
- 中國
  - 元祐（1086年－1094年）：宋—宋哲宗赵煦之年号
  - 大安（1085年－1094年）：遼—遼道宗耶律洪基之年號
  - 建安（1083年－1091年）：大理—段正明之年號
- 越南
  - 廣祐（1085年－1092年）：李朝—李乾德之年號
- 日本
  - 應德（1084年－1087年）：白河天皇與堀河天皇之年号
  - 寬治（1087年－1095年）：堀河天皇之年号

## 深入閱讀
- 李崇智. . 北京: 中華書局. 2004年12月. ISBN 7101025129.
- 鄧洪波. . 臺北: 國立臺灣大學東亞經典與文化研究計劃. 2005年3月  [2021-12-09]. ISBN 9789860005189. （原始内容 (pdf)存档于2007-08-25）.
- 長部和雄.  (PDF). 東京: 京都大學. 1933年7月1日  [2021年12月9日]. ISBN. （原始内容 (pdf)存档于2021年12月9日）.
- 長部和雄.  (pdf). 東京: 京都大學. 1933年10月1日  [2021年12月18日]. ISBN. （原始内容存档 (PDF)于2021年12月18日）.

## 參看
- 中國年號索引

| 前一年號： 天安礼定 | 西夏年号 1087年－1089年 | 下一年號： 天祐民安 |